# Brotlaibidol

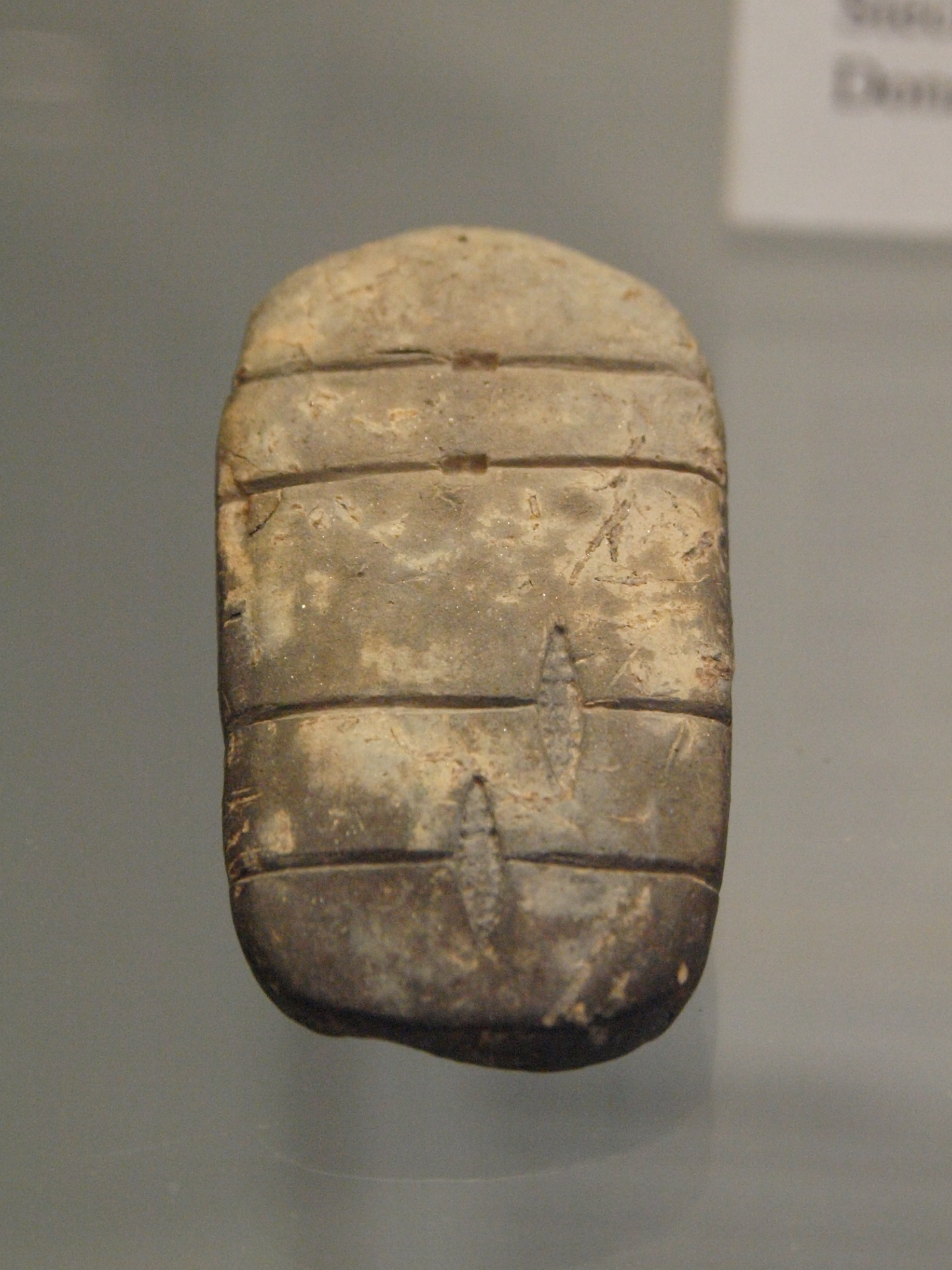
Brotlaibidol aus Mangolding Lkr. Regensburg

Als Brotlaibidol bezeichnet man archäologische Fundobjekte aus der Bronzezeit, die meist aus schwachgebranntem oder luftgetrocknetem Ton bestehen und wie ein Brotlaib geformt sind. Sie sind in der Regel nur wenige Zentimeter lang und mit geometrischen Verzierungen versehen. Ihr Zweck ist unbekannt, von der vermuteten rituellen Nutzung ist die Bezeichnung Idol abgeleitet. Neuerdings wird auch die Verwendung als Pintadera – eine Art Stempel – erwogen.

## Aussehen
Brotlaibidole aus früh- bis mittelbronzezeitlichem Kontext werden auch als „gemusterte Tonobjekte“ oder „tonstempelartige Objekte“, im Italienischen als oggetti enigmatici oder tavolette enigmatiche (deutsch rätselhafte Objekte oder rätselhafte Täfelchen) bezeichnet. Die Form ist unterschiedlich. Es handelt sich dabei um längliche sowie rundliche und ovale, annähernd rechteckige sowie stempelförmige, flache oder aufgewölbte Gegenstände von geringer Größe aus Stein oder gebranntem Ton, mit ein- oder beidseitiger Verzierung. Die Muster setzen sich aus einzelnen oder mehreren Motiven in Form von geometrischen Figuren sowie aus Vorlagen der Natur, beispielsweise Muscheln, zusammen. Sie entstehen durch Eindrücken, Einstechen und Ritzen in unterschiedlicher Tiefe und kommen in verschiedenen Kombinationen vor. Die Mehrzahl der Brotlaibidole weist parallele Längs- oder Querlinien auf. In den Verlauf der Linien sind meist weitere Muster eingearbeitet. Diese entstehen entweder vor, nach oder mit dem Setzen der Linie. Die Verzierungen können jedoch auch isoliert, und mehr oder weniger regelmäßig am Objekt angeordnet sein. An einigen Fundstücken wie in Lepenski Vir lässt sich Inkrustation feststellen. Ein Exemplar aus Banatska Palanka, weist rote Farbreste auf der Musterseite auf. Es kommen auch längs durchlochte Brotlaibidole vor.

### Italien
In Norditalien im Gardaseegebiet findet man die höchste Dichte an Funden sowie die größte Vielfalt an Motiven. Beidseitig verzierte Objekte kommen hier ebenso wie Objekte aus Stein (12,5 % der Gesamtfunde in Oberitalien) häufiger vor als in anderen Gebieten. Typische Eigenheiten der padanischen oggetti enigmatici sind Kreis- und Doppelspiralmuster sowie perlschnurartige und kreuzförmige Muster.

### Südwestdeutschland, inneralpine Funde
Eine kleinere Fundgruppe kommt aus Südwestdeutschland im Bodensee-Hegaugebiet. Charakteristisch für diese Brotlaibidole sind rechteckige Muster, wobei man diese auch in Oberitalien findet. Weitere wenige, auch inneralpin–gefundene tonstempelartige Objekte (Matrei am Brenner, Albanbühel) in Verbindung mit Keramikfunden oberitalischer Prägung (Matrei am Brenner, Singen am Hohentwiel) oder Gusstiegeln (Bodman-Schachen I) ähnlich denen vom Ledrosee und dem aus Bor di Pacengo lassen auf Nord-Süd-Verbindungen durch die Alpen schließen. Einerseits ist die Brennerroute ein möglicher Handelsweg, andererseits kann man von Oberitalien auch über die Reschenroute nach Südwestdeutschland gelangen.

### Südbayern
1975 wurde auf dem Domberg von Freising das erste Brotlaibidol in Südbayern gefunden. Bis Anfang 2025 hat sich die Zahl durch Neufunde auf acht Brotlaibidole aus Südbayern erhöht.

### Mittlerer und unterer Donaubereich
Weitere Fundkonzentrationen sind im mittleren und unteren Donaugebiet anzutreffen. Typische Merkmale dieser Brotlaibidole sind strahlenförmig verzierte Einbuchtungen (einige auch in Oberitalien). Eine Verbindung dieser Kulturen an der Donau zu Südwestdeutschland über Südbayern (fundleerer Raum) ist nicht ersichtlich. In den westlichen Gruppen des mittleren Donauraums finden sich vermehrt italische Motive. Vermutlich waren die südbayrischen Gruppen, ebenso wie jene südlich und westlich der Linie Alpenrheintal-Bodensee-Hochrhein weniger in diese Beziehungen eingebunden. Die Handelswege führen wahrscheinlich vom mittleren Donaubereich durch die Alpen nach Südwestdeutschland oder südlich davon nach Italien (Wieselburger Tassen aus frühbronzezeitlichem Kontext in Oberitalien).

### Theißgebiet
Östlich der mitteldanubischen Gruppen befindet sich im Theißgebiet und im östlich davon gelegenen Nordwestrumänien eine weitere Konzentration von tonstempelartigen Objekten. Die Verzierungen bestehen hauptsächlich aus linearen oder systemlos gestochenen Mustern und grenzen sich von denen im Donauraum ab.

## Datierung und Kulturen
Die Datierung der Brotlaibidole in die Bronzezeitstufe A2 und B1 ist generell anerkannt.

### Italien
Relativchronologisch wird das häufigere Auftreten der oggetti enigmatici im oberitalischen Verbreitungsgebiet in den jüngeren Abschnitt der südalpinen Frühbronzezeit (Polada-Kultur) gestellt. Dies betrifft nach dortiger Chronologie (Renato Perini) die Stufen Bronzo Antico II und III (Polada B-Zusammenhang). Fundstellen bezüglich dieses Zeitabschnitts sind beispielsweise Polada und Lago di Ledro. Brotlaibidole sind auch für die Mittelbronzezeit (Bronzo Medio) in Norditalien (Terramare-Kultur) unter Anderen mit den Funden von Bovolone-Saccavezza oder Monte Sassine nachgewiesen. Möglicherweise datieren die Objekte von Castellaro und Corte Vivaro in die südalpine Spätbronzezeit (Bronzo Recente). Ein Fragment eines Brotlaibidols von Rubiera datiert, falls richtig dokumentiert, in das Endneolithikum und ist zusammen mit Keramikscherben der oberitalischen Glockenbechergruppe gefunden worden. Gemusterte Tonobjekte in Italien können durch die durch Dendrochronologie erhaltenen absoluten Daten in einen Zeitraum von 2050 v. Chr. (Polada B, Lavagnone 2) bis 1400/1300 v. Chr. (Lavagnone, Isolone di Mincio) gestellt werden. Nach dem Chronologiesystem von Paul Reinecke betrifft dies die Stufen A 2 bis C 2.

### Südwestdeutschland
In Südwestdeutschland ist ein Exemplar von Bodman-Schachen I aus Schicht C genau stratifiziert. Es gehört zum Bereich der Arbon-Kultur und ist in einen jüngeren Abschnitt der südwestdeutschen Frühbronzezeit zu stellen. Die Tonscheibe aus Singen stammt vermutlich aus einem älteren Abschnitt. Die dort gefundene Keramik ähnelt der von Bodman-Schachen I, Schicht A. Das Brotlaibidol würde somit der Singener Kultur angehören. Das Objekt aus Schicht C wird dendrochronologisch auf 1612 v. Chr. datiert, für den Singener Fund ist ein absolutchronologischer Ansatz (über Bodman-Schachen I 14C-Datierung datiert) im 19. Jahrhundert v. Chr. in Erwägung zu ziehen.

### Inneralpine Objekte
Die inneralpinen Funde werden in die jüngere Frühbronzezeit gestellt. „Der nordtiroler Fund vom Gschleirsbühel bei Matrei […] stammt aus einer 50 cm dicken Kulturschicht, bei deren Keramik eine Datierung in einen späten Abschnitt der Stufe Reinecke A2 erwogen wird“.

### Mittlerer Donauraum
Im mitteldanubischen Raum werden die Brotlaibidole unter anderem über die Siedlungszusammenhänge von Nitriansky Hrádok, Veselé, Süttő und Ostrovul Mare vom Ende der Stufe Reinecke A 2 bis Anfang C 1 datiert.
In Nitriansky Hrádok findet man sie während der gesamten Belegungsdauer der Mad’arovce-Kultur. Diese Gruppe wird absolutchronologisch von 1700 v. Chr. bis 1430 v. Chr. datiert („Auch hier ist die Obergrenze um 1700 v. Chr. in Anbetracht der 14C-Daten von Hoste jedoch nicht zwingend […], weshalb ein Datierungsansatz des dortigen Aunjetiz-Mad’arovce Horizonts um 1900 v. Chr. möglich erscheint.“) Weitere Zusammenhänge ergeben sich aus den Daten der Věteřov-Kultur mit ihrer Böheimkirchner-Gruppe und deren Beziehungen. Die Datensätze umreißen nach J. Görsdorf einen Zeitraum von 1700 v. Chr. bis 1500 v. Chr. („Eine etwas großzügigere Auslegung der bei Görsdorf zugrundegelegten Datierungswahrschscheinlichkeit innerhalb der Standardabweichung unter Berücksichtigung von Einzeldaten lässt allerdings auch eine Datierung des frühen Větěrov ab dem 19. Jh. v. Chr. für möglich erscheinen.“)
Funde von gemusterten Tonobjekten gibt es auch aus dem spätklassischen, frühvětěrovzeitlichen Horizont der Aunjetitzer Kultur in Niederösterreich (Windpassing). Der Fundort Schiltern, eine weitere Siedlung der Aunjetitz-Gruppe in diesem Bereich, weist sowohl süddanubische Einflüsse der Unterwölbinger Kultur, deren absolute Daten von 2000 v. Chr. bis 1750 v. Chr. streuen, als auch deutliche Větěroveinflüsse auf. Der Fund des Brotlaibidols im Gräberfeld von Franzhausen (Unterwölbinger Gruppe) wird als etwas älter eingestuft und ergibt einen zeitlichen Ansatz im 18. Jh. v. Chr.

### Untere Donau
An der unteren Donau sind die Verhältnisse schwierig einzuschätzen. Die mit inkrustierter Keramik vergesellschafteten Funde kann man in die Mittelbronzezeit stellen. Sie gehören dem Kulturkreis der inkrustierten Keramik mit seinen verschiedenen Gruppen an.

### Theißgebiet
Die absolutchronologische sowie relativchronologische Einteilung und auch die kulturelle Zugehörigkeit der gemusterten Tonobjekte im Theißgebiet müssen derzeit noch offenbleiben.

### Rumänien
Zwei Brotlaibidole im östlich anschließenden Rumänien vom Ort Derşida sind der Wietenberg-Kultur, die in die mittlere Bronzezeit datiert (Reinecke B-C), zugehörig.

### Istrien
In der befestigten Bergsiedlung Monkodonja an der Westküste Istriens nahe Rovinj, Kroatien, wurde ein halbes Dutzend Brotlaibidole gefunden. Die Mehrzahl der Funde stammt aus dem Bereich der Akropolis.

## Deutung
Das Auftreten der gemusterten Tonobjekte umfasst eine große Zeitspanne. Man kann davon ausgehen, dass die Verbreitung der Brotlaibidole hauptsächlich aufgrund der Zeitstellung, jedoch auch wegen der Fund- und Musterverteilung von Oberitalien ausgeht. Die Motive der Objekte scheinen gruppenspezifisch zu sein und lassen auf regionale und überregionale Beziehungen schließen. Farbreste und Inkrustierungen sowie die Formung einiger Gegenstände deuten auf eine Funktion als Stempel hin. Eine Kennzeichnung gewisser Produkte ist in Erwägung zu ziehen.
„Die Vorstellung einer derart durchstrukturierten Handelsbeziehung, wie sie uns aus dem Vorderen Orient in Form von Siegeln und zugehörigen Abdrücken überliefert ist, mag hier verführerisch sein, ist aber bisher gänzlich unbewiesen.“
Innerhalb der Fundgebiete werden Brotlaibidole fast ausschließlich in Siedlungen gefunden. Dies deutet auf einen profanen Verwendungszweck hin, kultische Handlungen bezüglich dieser Objekte sind jedoch auch möglich. Funde aus Gräbern kennt man von Franzhausen und Ostrovul Mare-Bivolarii, wobei Franzhausen bis jetzt der einzig dokumentierte Grabbefund zu sein scheint. Brotlaibidole aus Bestattungen geben eventuell Aufschluss über die Wichtigkeit dieser Objekte. Schlussendlich fehlen noch die Beweise für deren Verwendung.

## Ausstellungen
- 2011: Götter, Götzen und Idole. Museum für Kunst und Gewerbe, Hamburg, 28. Januar bis 30. April 2011
- 2011: Aenigma. Der rätselhafte Code der Bronzezeit. Kelten Römer Museum, Manching, 27. Mai bis 13. November 2011[28]
- 2024–25: Aenigma 2.0 – Wer entschlüsselt den rätselhaften Code aus der Bronzezeit? Archäologisches Museum Frankfurt, 14. Oktober 2024 bis 23. März 2025.[29]